# ناوشکن کلاس ناستراشیمی

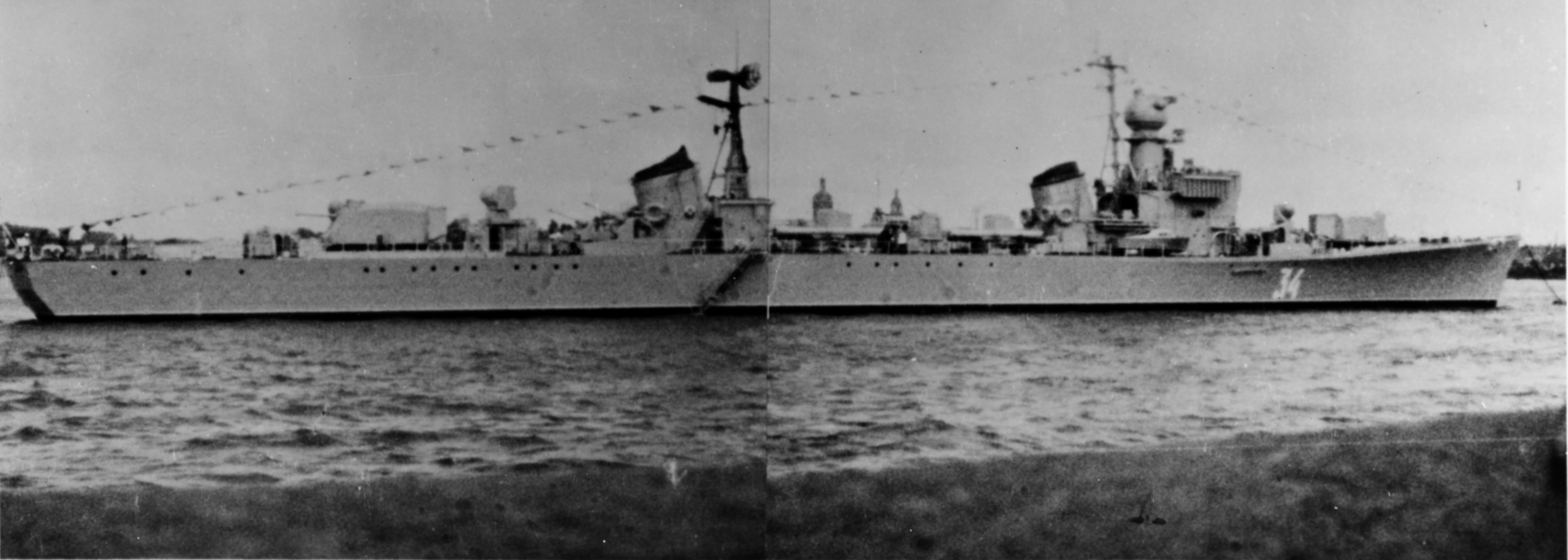
ناوشکن کلاس ناستراشیمی

دیسترویر کلاس ناستراشیمی (به انگلیسی: Neustrashimy-class destroyer) یک کلاس از کشتی است که طول آن 133.83 m می‌باشد.